# Sculpsitechinus tenuissimus
Sculpsitechinus tenuissimus is een zee-egel uit de familie Astriclypeidae.
De wetenschappelijke naam van de soort werd in 1847 gepubliceerd door Louis Agassiz & Pierre Jean Édouard Desor.